# Moritz Bleibtreu
Moritz Bleibtreu  (n. 13 august 1971, München, RFG) este un actor german. El este fiul actriței austriece Monica Bleibtreu († 2009) și al actorului germano-austriac Hans Brenner († 1998).

## Filmografie
- 1977: Neues aus Uhlenbusch (TV)
- 1993: Schulz & Schulz 5 (TV)
- 1994: Unschuldsengel (TV)
- 1994: Kinder des Satans (TV)
- 1994: Einfach nur Liebe
- 1995: Stadtgespräch
- 1996: Die Gang (TV)
- 1996: Der kalte Finger
- 1996: Das erste Mal (TV)
- 1997: Să bați la poarta cerului
- 1998: Lola rennt
- 1998: Liebe Deine Nächste
- 1998: Das Gelbe vom Ei (TV)
- 1999: Luna Papa
- 1999: Invisible Circus
- 2000: Fandango – Members Only
- 2000: Im Juli
- 2000: Taking Sides – Der Fall Furtwängler
- 2001: Lammbock – Alles in Handarbeit
- 2001: Das Experiment
- 2001: Deadly Shadows
- 2002: Solino
- 2004: Germanikus
- 2004: Bärenbrüder (voce sincron)
- 2004: Agnes și seine Brüder
- 2004: Der Fakir
- 2004: Basta – Rotwein oder Totsein (sau C(r)ook )
- 2005: Vom Suchen și Finden der Liebe
- 2005: Durch die Nacht mit …Moritz Bleibtreu  și Oliver Pocher (TV)
- 2005: München
- 2005: The Keeper: The Legend of Omar Khayyam – Regie: Kayvan Mashayekh
- 2006: Elementarteilchen
- 2006: Der steinerne Kreis (Le Concile de Pierre)
- 2007: Free Rainer – Dein Fernseher lügt
- 2007: Das Haus der Lerchen
- 2007: Chiko
- 2007: The Walker
- 2008: Female Agents
- 2008: Liu San – Wächter des Lebens
- 2008: Speed Racer
- 2008: Der Baader Meinhof Komplex
- 2008: Lippels Traum (film) – Regie: Lars Büchel (Kino)
- 2009: Soul Kitchen (cu mama lui Monica Bleibtreu)
- 2010: Zeiten ändern dich
- 2010: Jud Süß – Film ohne Gewissen
- 2010: Jerry Cotton